# زرین‌سر کائوآئی
زرین‌سر کائوآئی (نام علمی: Loxioides kikuchi) نام یک گونه منقرض‌شده از سرده سهره‌های گل‌فروش است.